# Vítězslav Vobořil
Vítězslav Vobořil – czechosłowacki kolarz torowy, dwukrotny medalista mistrzostw świata.

## Kariera
Pierwszym sukcesem w karierze Vítězslava Vobořila było zdobycie razem z Romanem Řehounkiem złotego medalu w wyścigu tandemów podczas mistrzostw świata w Bassano w 1985 roku. W tym samym składzie reprezentanci Czechosłowacji powtórzyli ten wynik na mistrzostwach w Colorado Springs w 1986 roku. Ponadto na rozgrywanych rok później mistrzostwach świata w Wiedniu w parze z Lubomírem Hargašem zdobył w tej samej konkurencji brązowy medal. Nigdy nie brał udziału w igrzyskach olimpijskich.